# Chuck Yeager
Charles Elwood Yeager (Myra, Virginia Occidental, 13 de febrero de 1923-Los Ángeles, California; 7 de diciembre de 2020), más conocido como Chuck Yeager, fue un militar estadounidense, general de  Brigada retirado de la Fuerza aérea de los Estados Unidos considerado como la primera persona en superar la velocidad del sonido en una aeronave como piloto en vuelo horizontal nivelado.
La carrera de Yeager comenzó en la Segunda Guerra Mundial como soldado raso en las Fuerzas Aéreas del Ejército de los Estados Unidos (USAAF). Después de trabajar como mecánico de aviones, en 1941 ingresó en la escuela de formación de pilotos y, luego de graduarse, fue ascendido a oficial de vuelo (equivalente a subteniente) y se convirtió en piloto de combate de P-51 Mustang.
Después de la guerra, Yeager se convirtió en piloto de pruebas de muchos tipos de aviones, incluyendo aviones-cohete experimentales.  Como primer ser humano en romper oficialmente la barrera del sonido, el 14 de octubre de 1947, voló el avión experimental Bell X-1 a Mach 1, a una altitud de 13,700 metros (45 000 pies).  Luego Scott Crossfield fue el primero en volar a Mach 2 en 1953, Yeager poco después, estableció un nuevo récord de Mach 2.44.
Más adelante Yeager mandó escuadrones y alas de caza  en Alemania y en el Sudeste Asiático durante la guerra de Vietnam, y en reconocimiento de su desempeño en aquellas unidades fue ascendido a general de brigada. La carrera de piloto de Yeager se extiende durante más de sesenta años y la ha llevado a todos los rincones del mundo, incluida la Unión Soviética durante el apogeo de la Guerra Fría.
La popularidad de Yeager se disparó en la década de 1980, destacando por su figura prominente en el libro de Tom Wolfe The Right Stuff y en su adaptación en la película Elegidos para la gloria (1983), en la que fue interpretado por Sam Shepard.

## Primeros años
Yeager nació de padres granjeros, Susie Mae y Albert Hal Yeager en Myra, Virginia Occidental y se graduó de la secundaria en Hamlin, Virginia Occidental. Tuvo dos hermanos, Roy y Hal, Jr., y dos hermanas, Doris Ann (muerta accidentalmente por Roy, a los 6 años, mientras jugaba con una escopeta, cuando Doris aún era una bebé), y Pansy Lee. Su primera experiencia con los militares fue como un adolescente en la Citizens Military Training Camp en Fort Benjamin Harrison, Indianápolis, Indiana, durante los veranos de 1939 y 1940. El 26 de febrero de 1945, Yeager se casó con Glennis Dickhouse y la pareja tuvo cuatro hijos. Glennis Yeager murió en 1990. Es tío del ex receptor de béisbol Steve Yeager.

## Carrera militar

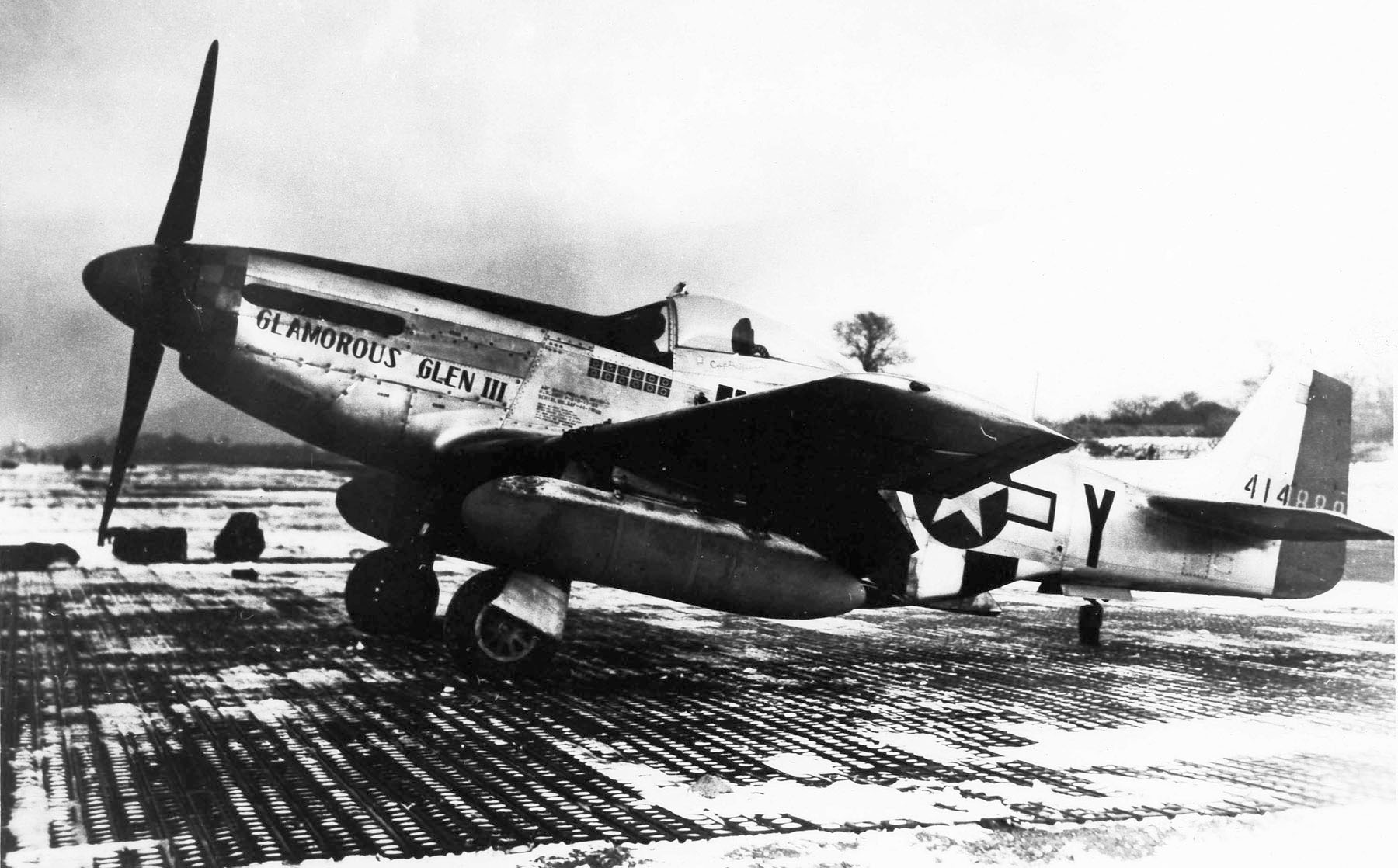
P-51D-20NA, Glamorous Glen III, pilotado por Yeager con el que
obtuvo la mayoría de sus victorias

Yeager se alistó como soldado raso en las Fuerzas Aéreas del Ejército de los Estados Unidos (USAAF), el 12 de septiembre de 1941 y se convirtió en mecánico de aviones en George Air Force Base en Victorville, California. En el reclutamiento Yeager no era seleccionable para el entrenamiento de vuelo a causa de su edad (18 años) y su nivel educativo (no había acudido la universidad), pero debido a la entrada de los EE. UU. en la Segunda Guerra Mundial dos meses más tarde, la USAAF modificó sus normas de reclutamiento. Privilegiado con una visión inusualmente fuerte (una agudeza visual nominal 20/10, que una vez le permitió disparar a un ciervo a 550 metros [600 yardas]), Yeager mostró un talento natural como piloto y fue aceptado para el entrenamiento de vuelo.
Recibió sus alas y su ascenso a oficial de vuelo en Luke Field,  Arizona, donde se graduó con la promoción 43C el 10 de marzo de 1943. Destinado al Grupo de Combate 357 en Tonopah, Nevada, como piloto de combate, volando en principio el Bell P-39 Airacobra (aunque fue sancionado con siete días sin volar por “podar” un árbol de un agricultor de la zona durante un vuelo de entrenamiento), aun así fue enviado a Europa con su unidad el 23 de noviembre de 1943.
Estacionado en el Reino Unido en el aeródromo de la RAF en Leiston. Yeager voló en combate el formidable P-51 Mustang con el 363.º escuadrón de caza. Llamó a sus aviones ‘’Glamorous Glennis’’ por su novia, Glennis Dickhouse Faye, quien se convirtió en su esposa en febrero de 1945. Yeager había conseguido una victoria antes de ser derribado en Francia en su octava misión, el 5 de marzo de 1944. Logró escapar a España el 30 de marzo con la ayuda de la resistencia francesa. Pasó por Sort alojándose en el Hotel Pessets. Regresó a Inglaterra el 15 de mayo de 1944. Durante su estancia con los maquis, Yeager ayudó a los guerrilleros en tareas que no implicaron combate directo, aunque sí ayudó a la construcción de bombas para el grupo, una habilidad que había aprendido de su padre. Fue condecorado con la Estrella de Bronce por ayudar a otro piloto, que había perdido parte de su pierna durante el intento de fuga, al cruzar los Pirineos.
A pesar de la regla sobre que los "evasores" (pilotos escapados), no podían volar sobre territorio enemigo nuevamente para evitar comprometer los grupos de la resistencia, Yeager fue reincorporado al combate. Su caso se había unido al de otro evasor, el piloto de bombardero capitán Fred Glover, al hablar directamente con el Comandante Supremo Aliado, el general Dwight D. Eisenhower, el 12 de junio de 1944. Con Glover declarando sus casos, argumentaron que debido a que los aliados ya habían invadido Francia seis días antes y el movimiento de resistencia maquis era para entonces, abierto y luchaban contra los nazis junto a las tropas aliadas, si Yeager o Glover fueran derribados de nuevo, había poco o nada que pudiera ser revelado al enemigo.
Eisenhower después de obtener el permiso del Departamento de Guerra, se mostró de acuerdo con Yeager y Glover. Yeager después de la guerra acredita su éxito en la USAAF a esta decisión, diciendo que su carrera de piloto de pruebas siguió naturalmente después de haber sido un piloto de combate condecorado, además de haber sido un mecánico de aviones antes de asistir a la escuela pilotos. En parte, debido a sus antecedentes de mantenimiento, también se desempeñó con frecuencia como un oficial de mantenimiento en sus unidades de vuelo.
Yeager demostró excepcionales habilidades de vuelo y liderazgo en combate. Se convirtió en el primer piloto de su grupo en ser "as en un día", al derribar a cinco aviones enemigos en una sola misión. Dos de sus victorias de "as en un día" fueron obtenidas sin disparar un solo tiro: cuando estaba en posición de disparo contra un Me 109, el piloto alemán entró en pánico, rompió a la derecha y chocó contra su compañero de ala. Yeager vio que ambos pilotos lograron saltar. Terminó la guerra con 11,5 victorias oficiales, incluyendo una de las primeras victorias aire-aire sobre un avión de combate a reacción, un Me 262.
Otra victoria que no se le acredita oficialmente a Yeager, se produjo durante el período anterior a ser restituido oficialmente al combate. Durante un vuelo de entrenamiento en su P-51 sobre el Mar del Norte, vio un Junkers Ju 88 alemán atacando a la tripulación de un B-17 Flying Fortress. Yeager por instinto actuó y protegió al equipo del B-17 y derribó al Ju 88, pero debido a que aún no estaba autorizado a volar en combate, la película de su cámara no se accionó y el crédito de la victoria se lo cedió a su compañero de ala, Eddie Simpson, lo que sería su quinto derribo. Al final del conflicto de le acreditarían oficialmente 11.5 derribos.
En sus memorias de 1986, Yeager recordó con disgusto que, "se cometieron atrocidades por ambas partes" y relató misiones terribles ordenadas por la Octava Fuerza Aérea de los EE. UU., como "bombardear cualquier cosa que se moviera". Durante el informe de una misión, le susurró al mayor Donald H. Boschkay: "si vamos a hacer de nuevo cosas como ésta, lo mejor que nos aseguremos que estamos en el lado de los vencedores". Yeager señaló además: "no estoy orgulloso de esa misión de ametrallamiento, en particular contra la población civil. Pero ahí están, en el expediente y en mi memoria".
Yeager fue ascendido en Leiston a Alférez y a Capitán antes del final de su periodo de combate. Voló su 61.ª y última misión de la guerra el 15 de enero de 1945 y regresó a los Estados Unidos a principios de febrero. Como evasor, recibió el derecho a elegir sus nuevas responsabilidades en la USAAF y debido a que su esposa estaba embarazada, eligió Wright Field, para estar cerca de su casa en Virginia Occidental. Su elevado número de horas de vuelo y experiencia de mantenimiento calificado lo llevaron a convertirse en un piloto de pruebas de naves reparadas, bajo el mando del Coronel Albert Boyd, jefe de la División de Sistemas de Vuelo de Prueba de Aeronáutica.

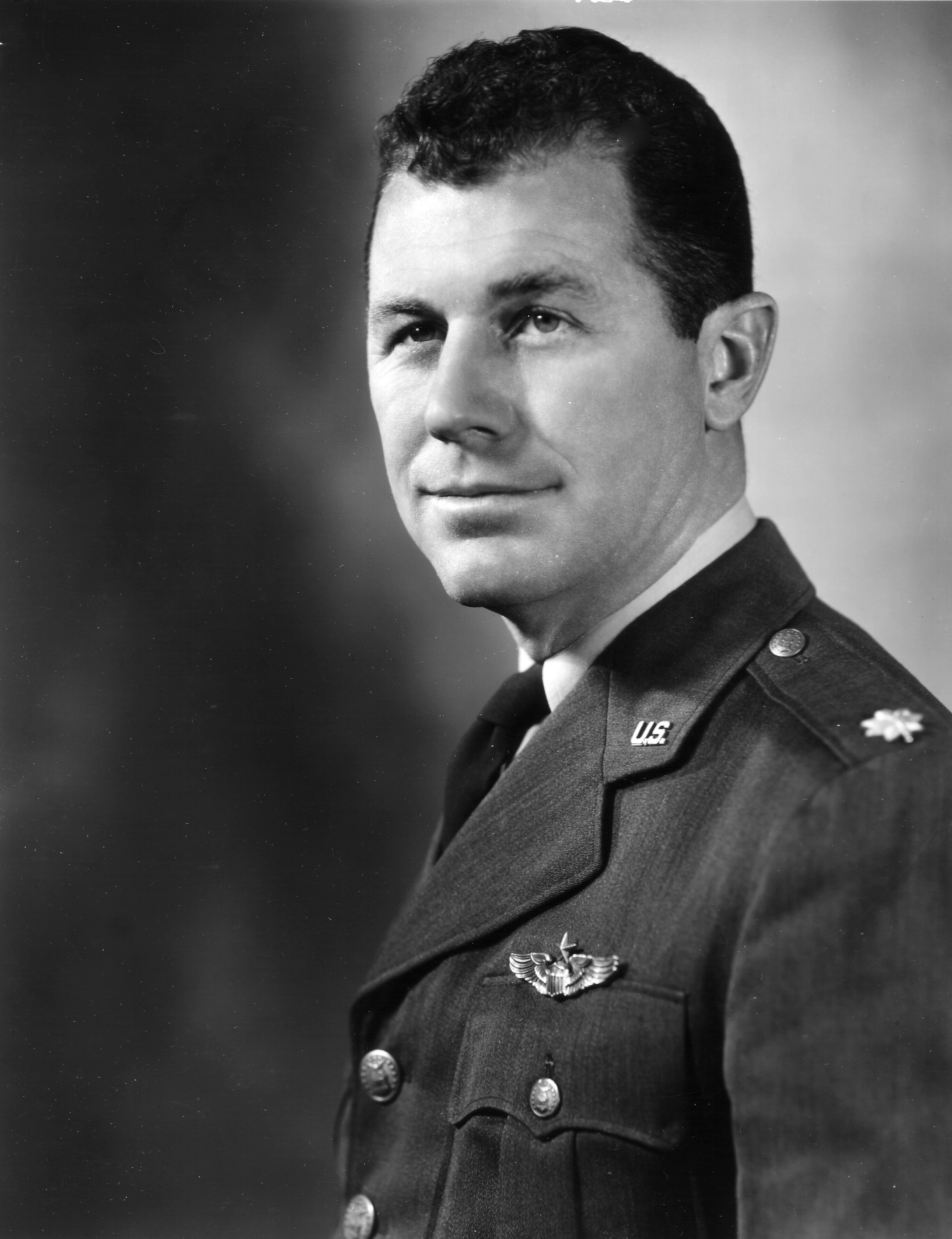
El mayor Chuck Yeager a fines de la década de 1940

## Piloto de pruebas
Después de la guerra Yeager continuó en la recientemente formada Fuerza Aérea de los Estados Unidos (USAF), convirtiéndose en piloto de pruebas y siendo finalmente seleccionado para volar con el avión propulsado con cohetes Bell X-1, en el programa del Comité Nacional Consultivo de Aeronáutica (NACA), precursora de la NASA, para la investigación del vuelo de alta velocidad. Yeager rompió la barrera del sonido el 14 de octubre de 1947, volando con el X-1 experimental a Mach 1 y a una altitud de 13.700 metros (45.000 pies). Dos noches antes del histórico vuelo, Yeager se rompió dos costillas mientras montaba a caballo. Tenía tanto miedo a que le reemplazaran en la misión que se desplazó al pueblo vecino para tratarse con un veterinario y solo se lo reveló a su esposa y a su amigo Jack Ridley. Ridley construyó un dispositivo con un palo de escoba que permitió a Yeager cerrar la cabina del avión X-1, bautizado Glamorous Glennis en honor a su esposa, y que está expuesto en el Museo del Aire y el Espacio del Instituto Smithsonian.
Yeager rompió muchas otras barreras de velocidad y batió numerosos récords de altura. Fue también uno de los primeros pilotos estadounidenses en volar con un MiG-15 después de que el piloto norcoreano, Tte. No Kum-sok, desertara junto con el aparato a Corea del Sur. Durante la última mitad de 1953, Yeager se involucró con el equipo de las USAF que trabajaba con la aeronave Bell X-1A, diseñada para sobrepasar Mach 2 en vuelo a nivel. Ese año, fue copiloto de la aviadora civil Jacqueline Cochran, una amiga cercana, en el vuelo donde ella se convirtió en la primera mujer que rompió la barrera del sonido. Asimismo, el 20 de noviembre, la NACA y su piloto Scott Crossfield fueron los primeros en volar al doble de la velocidad del sonido con el McDonnell Douglas Skyrocket. En vista de este hecho, Ridley y Yeager decidieron batir el récord de velocidad de Crossfield en una serie de vuelos. No solo batieron a Crossfield sino que lo consiguieron a tiempo para modificar las celebraciones del 50.º aniversario del primer vuelo de la historia y que habrían nombrado a Crossfield la persona más rápida sobre la tierra.

## Carrera posterior

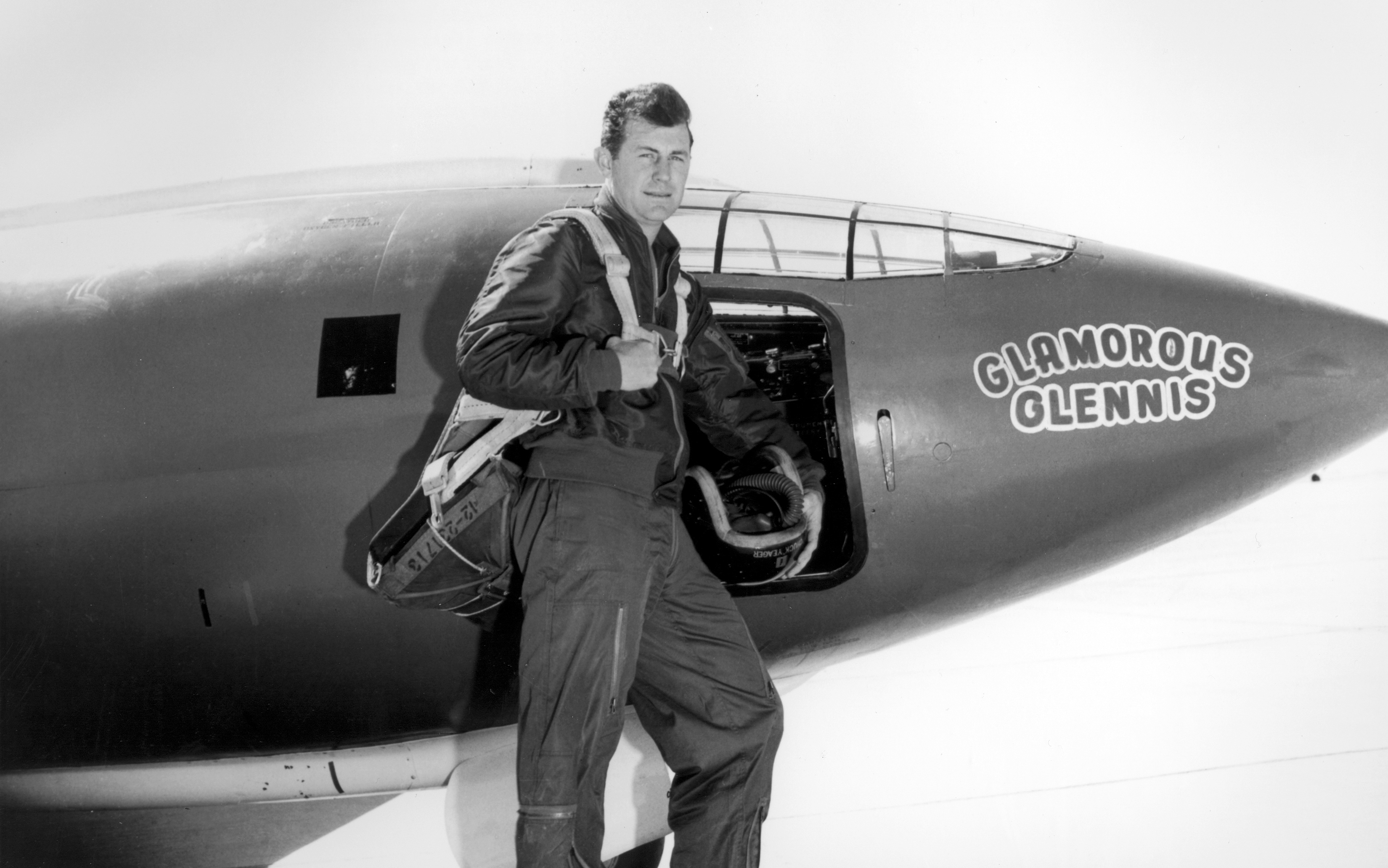
Yeager frente al Bell X-1, él lo bautizó como Glamorous Glennis en honor a su esposa

En 1962 fundó la Escuela de Pilotos de Investigación Aeroespacial de la USAF, entrenando astronautas para la NASA y la USAF. Fue precisamente un accidente con uno de los F-104 Starfighter de la escuela el que puso fin a sus intentos de batir récords. Entre diciembre de 1963 y enero de 1964 Yeager completó cinco vuelos con el avión de la NASA M2-F1. En 1966 asumió el mando de la 405.ª Ala de Vuelo, unidad desplegada al sur de Vietnam, en el sudeste asiático. Allí completó 414 horas de vuelo de combate, principalmente en el bombardero ligero B-57. En 1968 Yeager es destinado como Jefe de la 4.ª Ala de Combate Táctico en Seymour Johnson Air Force Base, Carolina del Norte, y pilotó el F-4 Phantom II en Corea del Sur durante el incidente del buque de la Armada USS Pueblo.
El 22 de junio de 1969, Yeager fue ascendido a general de brigada y fue nombrado en julio vicecomandante de la 17.ª Fuerza Aérea.
De 1971 a 1973, a instancias del embajador estadounidense Joe Farland, Yeager fue asignado a Pakistán para asesorar a la Fuerza Aérea de Pakistán. Durante la guerra indo-pakistaní, Yeager, supuestamente, evaluó de que el Ejército paquistaní estaría en Nueva Delhi en una semana. En un ataque aéreo indio, el bimotor de enlace Beechcraft de Yeager fue destruido  en la base aérea de Chaklala por el entonces teniente y más tarde, jefe del Estado Mayor Naval Almirante Arun Prakash de la India. Yeager se enfureció y exigió venganza a los EE. UU.
En 1975, después de ser destinado a Alemania y Pakistán, se retiró de la Fuerza Aérea en la base aérea de Norton, pero siguió volando para la USAF y la NASA como piloto de pruebas y asesor en la base de la Fuerza Aérea de Edwards, en California.
El 14 de octubre de 1997, en el 50.º aniversario de su vuelo histórico, Yeager voló con un nuevo Glamorous Glennis, un F-15, a Mach 1 con el teniente coronel Troy Fontaine, y seguidos por el F-16 pilotado por Bob Hoover, famoso piloto de exhibición aérea y "competidor" de Yeager en la carrera para sobrepasar por primera vez la velocidad del sonido. Este fue el último vuelo oficial de Yeager en las Fuerzas Aéreas, para el que sus últimas palabras en el discurso de despedida fueron "todo lo que yo soy, se lo debo a las Fuerzas Aéreas"[cita requerida].
Yeager, que no asistió nunca a la Universidad y que siempre se mostró modesto con su carrera, es considerado uno de los mejores pilotos de todos los tiempos. A pesar de su falta de educación superior, Yeager ha dado siempre apoyo para la educación en su estado natal. Por otra parte, el aeropuerto Yeager, en Charleston (Virginia Occidental), lleva su nombre, al igual que el puente General Chuck Yeager que cruza el río Kanawha. Yeager fue presidente del Programa Águila Joven de la Asociación de Aviación Experimental (EAA). Yeager también fue miembro de la comisión investigadora de la explosión del transbordador espacial Challenger durante la misión STS-51-L.
Chuck Yeager residió en Grass Valley, en el estado de California.
Falleció el 7 de diciembre de 2020 a los noventa y siete años. Fue sepultado en el Cementerio Memorial Lincoln en Hamlin (Virginia Occidental).

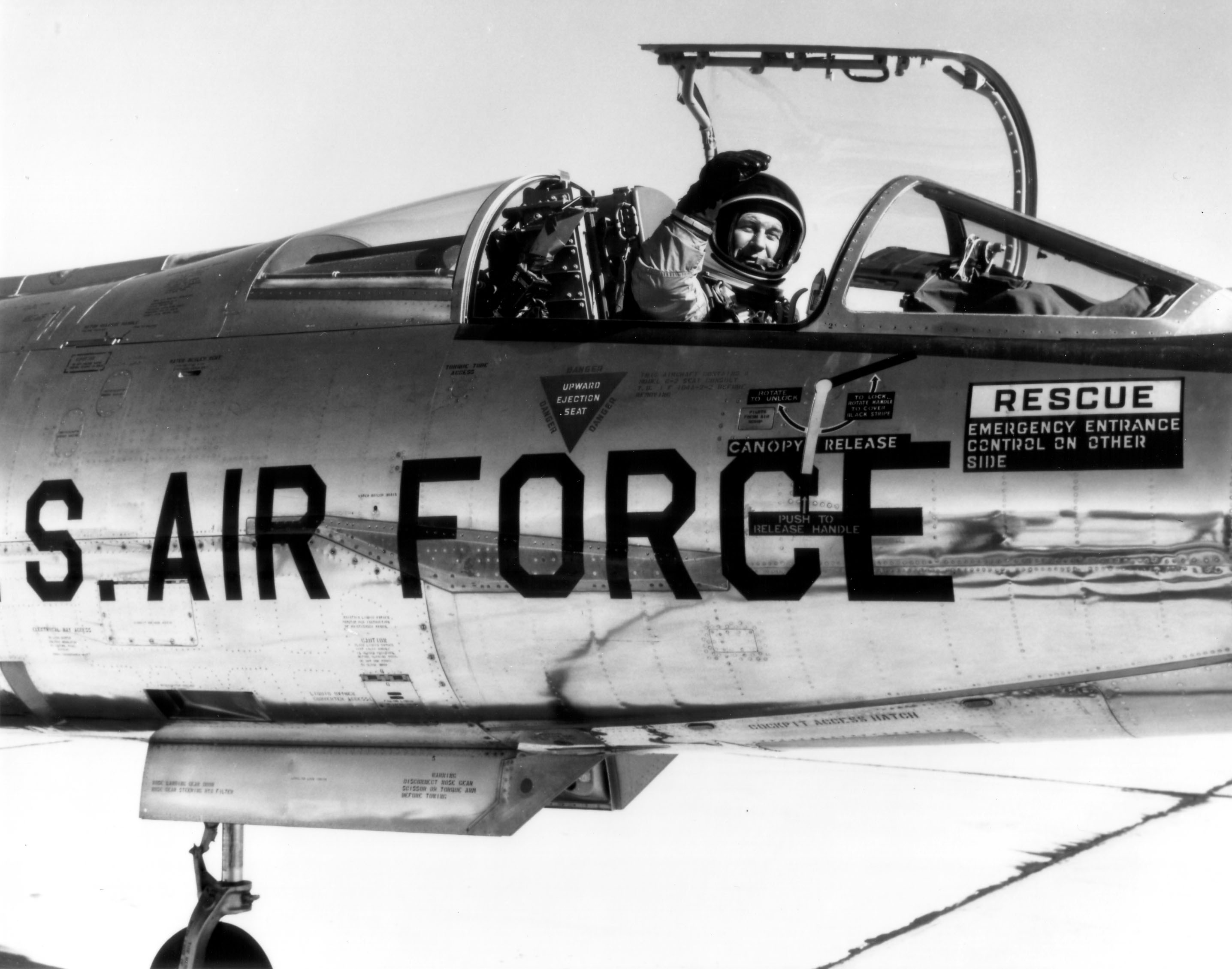
Chuck Yeager en la cabina de un Lockheed NF-104A, el 4 de diciembre de 1963.

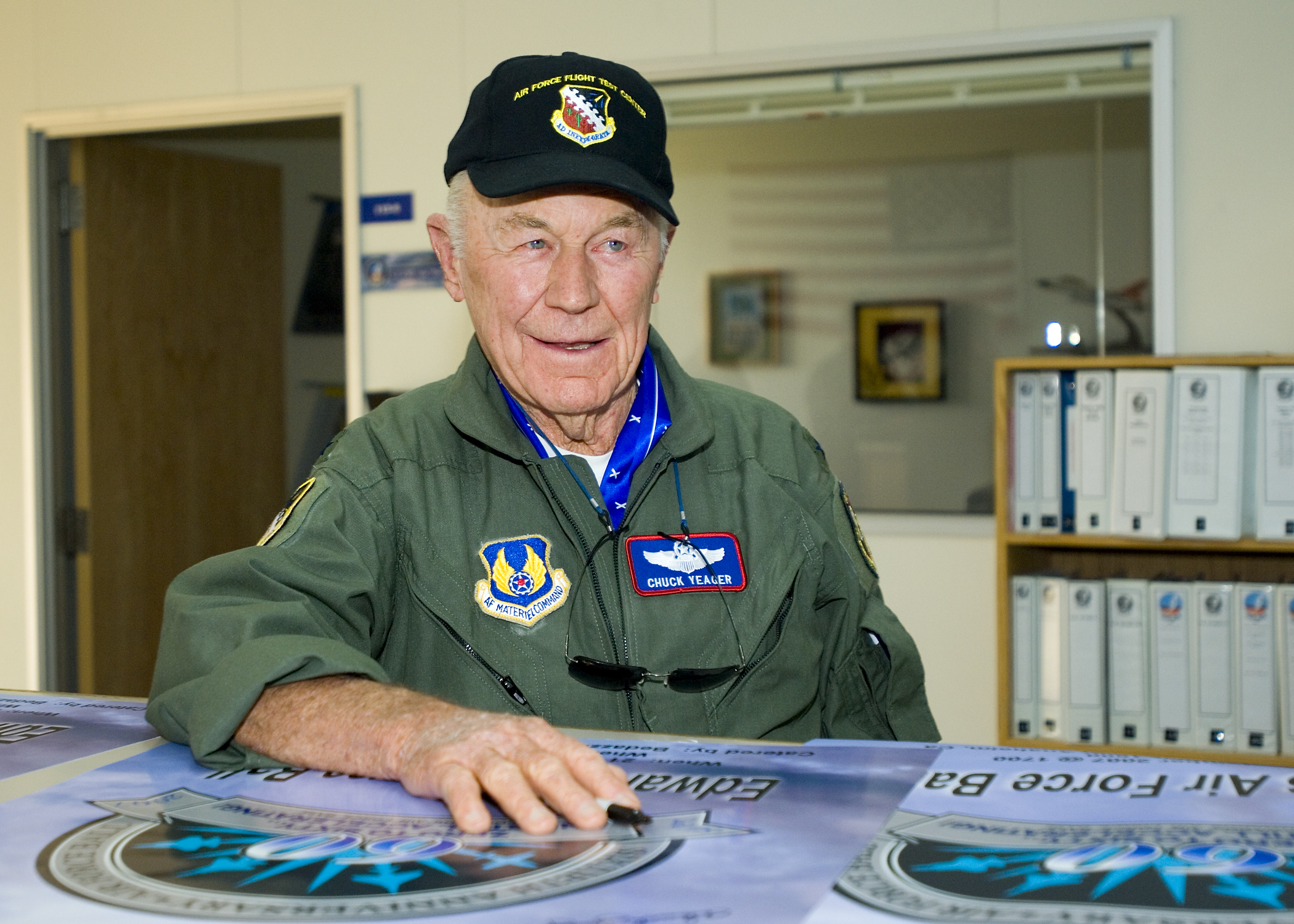
General brigadier Chuck Yeager en 2007.

## Elegidos para la gloria
Yeager es el protagonista principal del libro The Right Stuff de Tom Wolfe, y de la película del mismo título. Yeager hace varias apariciones en la película, y en una escena donde dos reclutadores de la NASA declinan la oferta del camarero Fred (interpretado por Yeager) de una copa de whisky escocés en favor de una Coca-Cola. La escena es una pequeña burla a la NASA, ya que esta se negó a reclutar a Yeager como astronauta por su falta de estudios universitarios. En el film se puede ver un modesto y romántico Yeager muy similar al personaje real. Pero otras de sus aptitudes fueron sensiblemente recortadas. Por ejemplo, Yeager es una parte implicada y responsable del diseño del X-1. De otro modo, en la película se muestra cómo Yeager despega con el NF-104 Starfighter sin permiso de la torre de control, cuando en realidad Yeager sí disponía de permiso para volar pero no para intentar batir el récord de altura, en aquel momento en manos de los soviéticos. Yeager, a causa del accidente, sufrió quemaduras de tercer grado en la cabeza y en las manos debidos al cohete del asiento de eyección.

## Disputas
El 26 de febrero de 1945, Yeager se casó con Glennis Dickhouse, ella murió de cáncer de ovario en 1990. El matrimonio tuvo cuatro hijos (Susan, Don, Mickey y Sharon).
En agosto de 2003, Yeager contrajo matrimonio con la actriz Victoria Scott D'Angelo, 36 años más joven que él, y a quien conoció en 2000 en una ruta de senderismo en el Condado de Nevada. Tres de sus hijos han interpuesto querellas sobre el control de su patrimonio, bajo la sospecha que D'Angelo se casó con Yeager por su fortuna. Pero Yeager considera que sus hijos simplemente quieren más dinero.
Se dijo que el piloto alemán Hans Guido Mutke fue la primera persona en sobrepasar la barrera del sonido el 9 de abril de 1945 en un Me 262 volando en picado. Además, al igual que el alemán, muchos creen que el primer piloto estadounidense en superar Mach 1 fue George Welch en un XP-86 Sabre dos semanas antes que Yeager y de nuevo 30 minutos después. Pero la USAF sostiene que el X-1 fue el primer avión en superar la barrera del sonido en vuelo a nivel.